# Dimeria copei
Dimeria copei är en gräsart som beskrevs av N. Ravi. Dimeria copei ingår i släktet Dimeria och familjen gräs. Inga underarter finns listade i Catalogue of Life.